# جائحة فيروس كورونا في عمان
جائحة كوفيد-19 في عمان هي جزء من الجائحة العالمية لمرض فيروس كورونا 2019 (كوفيد-19) الناتج عن فيروس كورونا المرتبط بالمتلازمة التنفسية الحادة الشديدة النوع 2 (سارس-كوف-2). ورد وصول الفيروس إلى عمان في 24 فبراير 2020 عندما ظهرت نتيجة إيجابية لكوفيد-19 لدى مواطنتين عائدتين من إيران. حتى 29 أبريل 2021، وصل إجمالي عدد الحالات المسجلة في السلطنة إلى 193,253 ، تعافت أكثر من 60% منها؛ أي 172,123 حالة وتوفيت 2,010 حالة أخرى. في البداية، حدثت غالبية الحالات والوفيات بين مجتمع المغتربين. مع حلول يوليو، مع دخول الجائحة شهرها الرابع في الدولة، حدثت غالبية الحالات والوفيات بين المواطنين.
احتلت مسقط المركز الأول بين المحافظات المتأثرة بأعلى عدد من الحالات المؤكدة التي تجاوزت 24,800 حالة و110 حالة وفاة، مشكلةً 76% من إجمالي الحالات في الدولة مع حلول أوائل يوليو، مع بقاء غالبية الحالات بين مجتمع المغتربين. في 10 أبريل، خضعت المحافظة بأكملها للإغلاق التام حتى 22 أبريل، مُددت هذه الفترة مرتين، مع إنهاء الإغلاق التام في 29 مايو.
شكلت مطرح في البداية الولاية (المقاطعة) الأكثر تأثرًا من المحافظة في الدولة، إذ ضمت 45% من إجمالي الحالات المؤكدة في الدولة في أوائل أبريل، يعود ذلك في الغالب إلى الانتقال المحلي إذ عُزلت الولاية في 1 أبريل. مع حلول أوائل يونيو، بلغ عدد الحالات الواردة 5,000 حالة. بقيت الولاية معزولة رغم رفع الإغلاق التام عن محافظة مسقط. بدأ رفع العزل عن معظم أجزاء الولاية اعتبارًا من 6 يونيو. في 14 يونيو، تخطى إجمالي الحالات في ولاية السيب نظيره في مطرح بعدد تجاوز 5,600 حالة.
اعتبارًا من 13 يونيو، فُرض الإغلاق التام في محافظة ظفار، وولاية مصيرة، وولاية الدقم ومناطق الجبل الأخضر وجبل شمس حتى 3 يوليو.
كانت اختبارات كوفيد-19 وعلاجه مجانية بالكامل في جميع مجتمعات السلطنة بما في ذلك المغتربين، طبقًا للتوجيهات الصادرة عن السلطان هيثم بن طارق.

## خلفية
في 12 يناير 2020، أكدت منظمة الصحة العالمية (دبليو إتش أو) عن ظهور فيروس كورونا المستجد كسبب للمرض التنفسي الذي أصاب مجموعة من الأشخاص في مدينة ووهان، مقاطعة خوبي، الصين، إذ أُبلغ عنهم إلى منظمة الصحة العالمية في 31 ديسمبر 2019.
كانت نسبة إماتة حالات كوفيد-19 أقل بكثير من السارس في عام 2003، لكنها تميزت بانتقال أكبر للعدوى، مع إجمالي وفيات هام.

## الجدول الزمني
| التاريخ | التاريخ    |  | # الحالات     | # الوفيات   |
| --- | ---------- |  | ------------- | ----------- |
| 2020-02-24 | 2020-02-24 |  | 2(غ.م.)       |             |
| 2020-02-25 | 2020-02-25 |  | 4(+100%)      |             |
| 2020-02-26 | 2020-02-26 |  | 4(=)          |             |
| 2020-02-27 | 2020-02-27 |  | 6(+50%)       |             |
| 2020-02-28 | 2020-02-28 |  | 6(=)          |             |
| 2020-02-29 | 2020-02-29 |  | 6(=)          |             |
| ⋮ | ⋮          |  | 6(=)          |             |
| 2020-03-03 | 2020-03-03 |  | 12(+100%)     |             |
| 2020-03-04 | 2020-03-04 |  | 15(+25%)      |             |
| 2020-03-05 | 2020-03-05 |  | 16(+6٫7%)     |             |
| ⋮ | ⋮          |  | 16(=)         |             |
| 2020-03-09 | 2020-03-09 |  | 18(+12%)      |             |
| ⋮ | ⋮          |  | 18(=)         |             |
| 2020-03-13 | 2020-03-13 |  | 20(+11%)      |             |
| 2020-03-14 | 2020-03-14 |  | 20(=)         |             |
| 2020-03-15 | 2020-03-15 |  | 22(+10%)      |             |
| 2020-03-16 | 2020-03-16 |  | 24(+9٫1%)     |             |
| 2020-03-17 | 2020-03-17 |  | 24(=)         |             |
| 2020-03-18 | 2020-03-18 |  | 39(+62%)      |             |
| 2020-03-19 | 2020-03-19 |  | 48(+23%)      |             |
| 2020-03-20 | 2020-03-20 |  | 48(=)         |             |
| 2020-03-21 | 2020-03-21 |  | 52(+8٫3%)     |             |
| 2020-03-22 | 2020-03-22 |  | 55(+5٫8%)     |             |
| 2020-03-23 | 2020-03-23 |  | 66(+20%)      |             |
| 2020-03-24 | 2020-03-24 |  | 84(+27%)      |             |
| 2020-03-25 | 2020-03-25 |  | 99(+18%)      |             |
| 2020-03-26 | 2020-03-26 |  | 109(+10%)     |             |
| 2020-03-27 | 2020-03-27 |  | 131(+20%)     |             |
| 2020-03-28 | 2020-03-28 |  | 152(+16%)     |             |
| 2020-03-29 | 2020-03-29 |  | 167(+9٫9%)    |             |
| 2020-03-30 | 2020-03-30 |  | 179(+7٫2%)    |             |
| 2020-03-31 | 2020-03-31 |  | 192(+7٫3%)    |             |
| 2020-04-01 | 2020-04-01 |  | 210(+9٫4%)    | 1(غ.م.)     |
| 2020-04-02 | 2020-04-02 |  | 231(+10%)     | 1(=)        |
| 2020-04-03 | 2020-04-03 |  | 252(+9٫1%)    | 1(=)        |
| 2020-04-04 | 2020-04-04 |  | 277(+9٫9%)    | 2(+100%)    |
| 2020-04-05 | 2020-04-05 |  | 298(+7٫6%)    | 2(=)        |
| 2020-04-06 | 2020-04-06 |  | 331(+11%)     | 2(=)        |
| 2020-04-07 | 2020-04-07 |  | 371(+12%)     | 2(=)        |
| 2020-04-08 | 2020-04-08 |  | 419(+13%)     | 2(=)        |
| 2020-04-09 | 2020-04-09 |  | 457(+9٫1%)    | 3(+50%)     |
| 2020-04-10 | 2020-04-10 |  | 484(+5٫9%)    | 3(=)        |
| 2020-04-11 | 2020-04-11 |  | 546(+13%)     | 3(=)        |
| 2020-04-12 | 2020-04-12 |  | 599(+9٫7%)    | 4(+33%)     |
| 2020-04-13 | 2020-04-13 |  | 727(+21%)     | 4(=)        |
| 2020-04-14 | 2020-04-14 |  | 813(+12%)     | 4(=)        |
| 2020-04-15 | 2020-04-15 |  | 910(+12%)     | 4(=)        |
| 2020-04-16 | 2020-04-16 |  | 1٬019(+12%)   | 4(=)        |
| 2020-04-17 | 2020-04-17 |  | 1٬069(+4٫9%)  | 6(+50%)     |
| 2020-04-18 | 2020-04-18 |  | 1٬180(+10%)   | 6(=)        |
| 2020-04-19 | 2020-04-19 |  | 1٬266(+7٫3%)  | 6(=)        |
| 2020-04-20 | 2020-04-20 |  | 1٬410(+11%)   | 7(+17%)     |
| 2020-04-21 | 2020-04-21 |  | 1٬508(+7%)    | 8(+14%)     |
| 2020-04-22 | 2020-04-22 |  | 1٬614(+7%)    | 8(=)        |
| 2020-04-23 | 2020-04-23 |  | 1٬716(+6٫3%)  | 9(+12%)     |
| 2020-04-24 | 2020-04-24 |  | 1٬790(+4٫3%)  | 10(+11%)    |
| 2020-04-25 | 2020-04-25 |  | 1٬905(+6٫4%)  | 10(=)       |
| 2020-04-26 | 2020-04-26 |  | 1٬998(+4٫9%)  | 10(=)       |
| 2020-04-27 | 2020-04-27 |  | 2٬049(+2٫6%)  | 10(=)       |
| 2020-04-28 | 2020-04-28 |  | 2٬131(+4%)    | 10(=)       |
| 2020-04-29 | 2020-04-29 |  | 2٬274(+6٫7%)  | 11(+10%)    |
| 2020-04-30 | 2020-04-30 |  | 2٬348(+3٫3%)  | 11(=)       |
| 2020-05-01 | 2020-05-01 |  | 2٬447(+4٫2%)  | 11(=)       |
| 2020-05-02 | 2020-05-02 |  | 2٬483(+1٫5%)  | 12(+9٫1%)   |
| 2020-05-03 | 2020-05-03 |  | 2٬568(+3٫4%)  | 12(=)       |
| 2020-05-04 | 2020-05-04 |  | 2٬637(+2٫7%)  | 12(=)       |
| 2020-05-05 | 2020-05-05 |  | 2٬735(+3٫7%)  | 13(+8٫3%)   |
| 2020-05-06 | 2020-05-06 |  | 2٬903(+6٫1%)  | 13(=)       |
| 2020-05-07 | 2020-05-07 |  | 2٬958(+1٫9%)  | 15(+15%)    |
| 2020-05-08 | 2020-05-08 |  | 3٬112(+5٫2%)  | 16(+6٫7%)   |
| 2020-05-09 | 2020-05-09 |  | 3٬224(+3٫6%)  | 17(+6٫2%)   |
| 2020-05-10 | 2020-05-10 |  | 3٬399(+5٫4%)  | 17(=)       |
| 2020-05-11 | 2020-05-11 |  | 3٬573(+5٫1%)  | 17(=)       |
| 2020-05-12 | 2020-05-12 |  | 3٬721(+4٫1%)  | 17(=)       |
| 2020-05-13 | 2020-05-13 |  | 4٬019(+8%)    | 17(=)       |
| 2020-05-14 | 2020-05-14 |  | 4٬341(+8%)    | 18(+5٫9%)   |
| 2020-05-15 | 2020-05-15 |  | 4٬625(+6٫5%)  | 20(+11%)    |
| 2020-05-16 | 2020-05-16 |  | 5٬029(+8٫7%)  | 21(+5%)     |
| 2020-05-17 | 2020-05-17 |  | 5٬186(+3٫1%)  | 22(+4٫8%)   |
| 2020-05-18 | 2020-05-18 |  | 5٬379(+3٫7%)  | 25(+14%)    |
| 2020-05-19 | 2020-05-19 |  | 5٬671(+5٫4%)  | 27(+8%)     |
| 2020-05-20 | 2020-05-20 |  | 6٬043(+6٫6%)  | 30(+11%)    |
| 2020-05-21 | 2020-05-21 |  | 6٬370(+5٫4%)  | 30(=)       |
| 2020-05-22 | 2020-05-22 |  | 6٬794(+6٫7%)  | 34(+13%)    |
| 2020-05-23 | 2020-05-23 |  | 7٬257(+6٫8%)  | 36(+5٫9%)   |
| 2020-05-24 | 2020-05-24 |  | 7٬770(+7٫1%)  | 37(+2٫8%)   |
| 2020-05-25 | 2020-05-25 |  | 7٬770(=)      | 37(=)       |
| 2020-05-26 | 2020-05-26 |  | 8٬118(+4٫5%)  | 37(=)       |
| 2020-05-27 | 2020-05-27 |  | 8٬373(+3٫1%)  | 39(+5٫4%)   |
| 2020-05-28 | 2020-05-28 |  | 9٬009(+7٫6%)  | 40(+2٫6%)   |
| 2020-05-29 | 2020-05-29 |  | 9٬820(+9%)    | 41(+2٫5%)   |
| 2020-05-30 | 2020-05-30 |  | 10٬423(+6٫1%) | 42(+2٫4%)   |
| 2020-05-31 | 2020-05-31 |  | 11٬437(+9٫7%) | 49(+17%)    |
| 2020-06-01 | 2020-06-01 |  | 12٬223(+6٫9%) | 50(+2%)     |
| 2020-06-02 | 2020-06-02 |  | 12٬799(+4٫7%) | 59(+18%)    |
| 2020-06-03 | 2020-06-03 |  | 13٬538(+5٫8%) | 67(+14%)    |
| 2020-06-04 | 2020-06-04 |  | 14٬316(+5٫7%) | 67(=)       |
| 2020-06-05 | 2020-06-05 |  | 15٬086(+5٫4%) | 72(+7٫5%)   |
| 2020-06-06 | 2020-06-06 |  | 16٬016(+6٫2%) | 72(=)       |
| 2020-06-07 | 2020-06-07 |  | 16٬882(+5٫4%) | 75(+4٫2%)   |
| 2020-06-08 | 2020-06-08 |  | 17٬486(+3٫6%) | 81(+8%)     |
| 2020-06-09 | 2020-06-09 |  | 18٬198(+4٫1%) | 83(+2٫5%)   |
| 2020-06-10 | 2020-06-10 |  | 18٬887(+3٫8%) | 84(+1٫2%)   |
| 2020-06-11 | 2020-06-11 |  | 19٬954(+5٫6%) | 89(+6%)     |
| 2020-06-12 | 2020-06-12 |  | 21٬071(+5٫6%) | 96(+7٫9%)   |
| 2020-06-13 | 2020-06-13 |  | 22٬077(+4٫8%) | 99(+3٫1%)   |
| 2020-06-14 | 2020-06-14 |  | 23٬481(+6٫4%) | 104(+5٫1%)  |
| 2020-06-15 | 2020-06-15 |  | 24٬524(+4٫4%) | 108(+3٫8%)  |
| 2020-06-16 | 2020-06-16 |  | 25٬269(+3%)   | 114(+5٫6%)  |
| 2020-06-17 | 2020-06-17 |  | 26٬079(+3٫2%) | 116(+1٫8%)  |
| 2020-06-18 | 2020-06-18 |  | 26٬818(+2٫8%) | 119(+2٫6%)  |
| 2020-06-19 | 2020-06-19 |  | 27٬670(+3٫2%) | 125(+5%)    |
| 2020-06-20 | 2020-06-20 |  | 28٬566(+3٫2%) | 128(+2٫4%)  |
| 2020-06-21 | 2020-06-21 |  | 29٬471(+3٫2%) | 131(+2٫3%)  |
| 2020-06-22 | 2020-06-22 |  | 31٬076(+5٫4%) | 137(+4٫6%)  |
| 2020-06-23 | 2020-06-23 |  | 32٬394(+4٫2%) | 140(+2٫2%)  |
| 2020-06-24 | 2020-06-24 |  | 33٬536(+3٫5%) | 142(+1٫4%)  |
| 2020-06-25 | 2020-06-25 |  | 34٬902(+4٫1%) | 144(+1٫4%)  |
| 2020-06-26 | 2020-06-26 |  | 36٬034(+3٫2%) | 153(+6٫2%)  |
| 2020-06-27 | 2020-06-27 |  | 36٬953(+2٫6%) | 159(+3٫9%)  |
| 2020-06-28 | 2020-06-28 |  | 38٬150(+3٫2%) | 163(+2٫5%)  |
| 2020-06-29 | 2020-06-29 |  | 39٬060(+2٫4%) | 169(+3٫7%)  |
| 2020-06-30 | 2020-06-30 |  | 40٬070(+2٫6%) | 176(+4٫1%)  |
| 2020-07-01 | 2020-07-01 |  | 41٬194(+2٫8%) | 185(+5٫1%)  |
| 2020-07-02 | 2020-07-02 |  | 42٬555(+3٫3%) | 188(+1٫6%)  |
| 2020-07-03 | 2020-07-03 |  | 43٬929(+3٫2%) | 193(+2٫7%)  |
| 2020-07-04 | 2020-07-04 |  | 45٬106(+2٫7%) | 203(+5٫2%)  |
| 2020-07-05 | 2020-07-05 |  | 46٬178(+2٫4%) | 213(+4٫9%)  |
| 2020-07-06 | 2020-07-06 |  | 47٬735(+3٫4%) | 218(+2٫3%)  |
| 2020-07-07 | 2020-07-07 |  | 48٬997(+2٫6%) | 224(+2٫8%)  |
| 2020-07-08 | 2020-07-08 |  | 50٬207(+2٫5%) | 233(+4%)    |
| 2020-07-09 | 2020-07-09 |  | 51٬525(+2٫6%) | 236(+1٫3%)  |
| 2020-07-10 | 2020-07-10 |  | 53٬614(+4٫1%) | 244(+3٫4%)  |
| 2020-07-11 | 2020-07-11 |  | 54٬697(+2%)   | 248(+1٫6%)  |
| 2020-07-12 | 2020-07-12 |  | 56٬015(+2٫4%) | 257(+3٫6%)  |
| 2020-07-13 | 2020-07-13 |  | 58٬179(+3٫9%) | 259(+0٫78%) |
| 2020-07-14 | 2020-07-14 |  | 59٬568(+2٫4%) | 273(+5٫4%)  |
| 2020-07-15 | 2020-07-15 |  | 61٬247(+2٫8%) | 281(+2٫9%)  |
| 2020-07-16 | 2020-07-16 |  | 62٬574(+2٫2%) | 290(+3٫2%)  |
| 2020-07-17 | 2020-07-17 |  | 64٬193(+2٫6%) | 298(+2٫8%)  |
| 2020-07-18 | 2020-07-18 |  | 65٬504(+2%)   | 308(+3٫4%)  |
| 2020-07-19 | 2020-07-19 |  | 66٬661(+1٫8%) | 318(+3٫2%)  |
| 2020-07-20 | 2020-07-20 |  | 68٬400(+2٫6%) | 326(+2٫5%)  |
| 2020-07-21 | 2020-07-21 |  | 69٬887(+2٫2%) | 337(+3٫4%)  |
| 2020-07-22 | 2020-07-22 |  | 71٬547(+2٫4%) | 349(+3٫6%)  |
| 2020-07-23 | 2020-07-23 |  | 72٬646(+1٫5%) | 355(+1٫7%)  |
| 2020-07-24 | 2020-07-24 |  | 73٬791(+1٫6%) | 359(+1٫1%)  |
| الحالات: The number of cases reported by the Ministry of Health مصادر: تصريحات رسمية من وزارة الصحة and the Live tracker |            |  |               |             |

### فبراير 2020
في 24 فبراير، وردت أول حالتين لكوفيد-19. شملت هاتان الحالتان امرأتين عمانيتين عائدتين من إيران. في 27 فبراير، ارتفع عدد الحالات في عمان إلى 6. ارتبطت هذه الحالات أيضًا بسفر سابق إلى إيران.

### مارس 2020
فرضت الدولة الحجر الصحي على 2,367 شخص في أوائل مارس بهدف منع الإصابة المجتمعية. خضع معظم هؤلاء الأشخاص للحجر المنزلي بينما خضع 49 آخرون للحجر المؤسساتي. مع حلول منتصف مارس، بلع إجمالي الحالات في الدولة 22. في 16 مارس، أوقف المشفى السلطاني في العاصمة الخدمات العلاجية المتوفرة من أجل الحالات الروتينية غير الإسعافية حتى إشعار آخر.
تجاوز إجمالي عدد الحالات 100 في 26 مارس، صرح نائب وزير الصحة د. محمد بن سيد الحسني في مقابلة له أن الدولة «دخلت مرحلة الانتقال المجتمعي لفيروس كورونا ونتوقع رؤية ارتفاع الأرقام خلال الفترة المقبلة». أعلنت الحكومة في نفس اليوم عن عدم الحاجة إلى القلق بشأن القضايا المتعلقة بانتهاء الصلاحية لدى الأفراد الحاملين تصاريح إقامة أو زيارة أو عمل أو غيرها من التأشيرات قصيرة المدى. ولن يكونوا عرضة لأي غرامات أو إجراءات قانونية رغم بقائهم في الدولة بسبب الجائحة. في 28 مارس، نُقل 255 عماني، طلاب وسياح وأصحاب عمل، جوًا من الأردن في طائرتين خاصتين لإعادتهم إلى وطنهم.
تعهد كل من بنك ظفار والبنك الوطني العماني في السلطنة بمساهمة قدرها مليون ريال عماني في أواخر مارس، من أجل دعم الخدمات الصحية في محاربتها انتشار فيروس كورونا المستجد في عمان، بينما تعهد بنك نزوى بمبلغ قيمته 600,000 ريال عماني مع تخصيص 300,000 ريال عماني منه لوزارة الصحة.
مع حلول نهاية الشهر، وُضعت 7,646 حالة مشكوك فيها تحت الحجر الصحي المنزلي بما في ذلك المواطنون والمغتربون، وسجلت السلطة إجمالي 192 حالة مؤكدة مع 34 حالة شفاء وبدون حالات وفاة. بقيت العاصمة مسقط المنطقة ذات العدد الأعلى من الحالات بإجمالي تجاوز 100 حالة.

### أبريل 2020
في 1 أبريل، سُجلت حالة الوفاة الأولى بفيروس كورونا في الدولة. إذ تعود الحالة إلى مواطن عماني يبلغ 72 عام في مسقط، وتجاوز إجمالي الحالات المؤكدة في الدولة 200 حالة. في ذلك اليوم أيضًا، أعلن مشفى النهضة في العاصمة مسقط عن تعليق مواعيد المرضى الخارجيين جميعها إلى جانب المواعيد الجراحية حتى إشعار آخر. عُزلت ولاية مطرح عن بقية أجزاء مدينة مسقط في اليوم نفسه نظرًا إلى الازدياد الحاد في عدد الحالات. بدأت القوات المسلحة العمانية (إس إيه إف) وشرطة عمان السلطانية (آر أو بّي) في فرض نقاط تفتيش مشتركة على الطرقات الواصلة ما بين مداخل محافظات السلطنة ومخارجها في نفس اليوم. أُوقفت هذه الإجراءات في 28 أبريل.
قررت جامعة السلطان قابوس (إس كيو يو) إدخال التعليم الإلكتروني في 2 أبريل اعتبارًا من 12 أبريل. تعهدت الشركة العمانية للغاز الطبيعي المسال بمبلغ قدره 6 ملايين ريال عماني من أجل دعم القطاع الصحي الوطني ووزارة الصحة في القضاء على الجائحة في عمان في 5 أبريل. وصلت قيمة المساهمات إلى مليوني ريال عماني في الصندوق الذي أنشأته اللجنة العليا. في نفس اليوم، أطلقت الهيئة العامة لحماية المستهلك (بّي إيه سي بّي)، بالتنسيق مع المراكز التجارية، مبادرة باسم «صلاة الخير» الهادفة إلى مساعدة الأسر المتضررة من إجراءات مكافحة كوفيد-19. وفرت هذه المبادرة 19 سلعة مختلفة من أجل تلبية احتياجات المستهلك الأسبوعية الأساسية في سلة واحدة مقابل 9 ريال عماني.
تماثل أصغر مريض في الدولة، طفل يبلغ سنة ونصف، للشفاء وسُمح له بالخروج من المشفى في 7 أبريل. في 8 أبريل، تجاوز إجمالي الحالات المؤكدة 400 حالة. قررت اللجنة العليا فرض الإغلاق التام على العاصمة مسقط من 10 أبريل حتى 22 أبريل نظرًا إلى تمركز معظم الإصابات فيها. أبلغت وزارة العلاقات الأجنبية عن عودة ما يقارب 3,000 مواطن عماني من مختلف الدول حتى الآن إلى جانب عودة 600 آخرين قريبًا. مع نهاية «حملة العودة» المنفذة وفقًا لتوجيهات اللجنة العليا، وصل عدد العائدين الراغبين إلى 3,746 عماني من مختلف الدول. مثل هذا نهاية الحملة إذ فضل العمانيون المتبقون في الخارج البقاء في الدول المضيفة لهم.
في 9 أبريل، أعلن وزير الصحة الدكتور أحمد الصعيدي عن إجراء اختبارات كوفيد-19 وعلاجه مجانًا بالكامل في جميع مجتمعات السلطة بما في ذلك المغتربين، طبقًا للتوجيهات الصادرة عن السلطان هيثم. أُعلن أيضًا عن عدم اتخاذ أي إجراء قانوني تجاه الأفراد الحاملين تصريح إقامة أو تأشيرة منتهية الصلاحية. بدأ إجراء الاختبارات الجماعية في 11 أبريل. وصل إجمالي الحالات المسجلة يوميًا إلى 457، وكشفت وزارة الصحة عن حدوث أعلى نسبة انتقال محلي في مسقط، حيث سُجلت 206 حالة في المنطقة لوحدها. تجاوز إجمالي الحالات الوطني 500 حالة في 11 أبريل مع تسجيل 62 حالة مؤكدة جديدة. إذ بلغ إجمالي عدد الحالات 546 حالة. أبلغت وزارة الصحة في 14 أبريل عن نجاحها في إجراء عملية استخلاص بلازما المتعافين ونقلها من الأشخاص الذين تعافوا من كوفيد-19 كخيار علاجي للمرضى الحرجين.
تجاوز إجمالي الحالات المؤكدة 1,000 حالة ليصل إلى 1,019 حالة مع تأكيد 109 حالة جديدة في 16 أبريل. في ذلك اليوم أيضًا، فُرض الإغلاق التام على السوق التجاري المحاذي لمشفى ولاية (مقاطعة) جعلان بني بو علي الرئيسي في محافظة جنوب الشرقية حتى إشعار آخر بعد تأكيد 12 حالة ناتجة عن الانتقال المجتمعي. صرح وزير الصحة د. أحمد الصعيدي في نفس ليوم عن إمكانية وصول السلطنة لذروة التفشي خلال أواخر أبريل إذ من المتوقع تسجيل 500 حالة يوميًا. كشف أيضًا عن رجوع معظم الحالات إلى مجتمع المغتربين إذ شكل 600 حالة، وأن معدل الإماتة الحالي لكوفيد-19 في الدولة هو 0.04%. بين 16 و17 أبريل، أُعيد ما يقارب 350 سجين باكستاني إلى وطنهم في باكستان عبر رحلات خاصة بعد إعفاء السلطان عنهم.
وردت 86 حالة جديدة في 19 أبريل، شكل المغتربون معظمها بعدد 71 حالة. تجاوز عدد الحالات في مسقط 1,000 حالة ووصل إجمالي الحالات في السلطنة إلى 1,266. أدارت قوات السلطان المسلحة، مع مساعدة البحرية السلطانية العمانية، عددًا من السفن الملاحية وقادتها إلى محافظة مسندم بهدف نقل صهاريج الوقود، بالإضافة إلى السلع الأساسية والأغذية الضرورية للمواطنين والمقيمين في 19 أبريل.
مع تجاوز عدد الحالات في مسقط 1,100 حالة في أواخر أبريل، مددت اللجنة العليا الإغلاق التام على المحافظة حتى 8 مايو، مع إعلان حظر على مستوى الدولة يشمل جميع التجمعات الاجتماعية والرياضية والثقافية والنشاطات خلال شهر رمضان. أبلغ وزير الصحة عن وصول عدد الاختبارات المجراة حتى 27 أبريل إلى 36,000.
أعلنت اللجنة العليا عن قرارات جديدة في 28 أبريل من أجل إعادة فتح بعض الأعمال التجارية اعتبارًا من هذا اليوم. شملت هذه القرارات محلات إصلاح المركبات واستئجارها، والمتاجر الثابتة ومتاجر الأجهزة الكهربائية وغيرها. عقدت اللجنة العليا المؤتمر الصحفي الإلكتروني الخامس لها في 30 أبريل، وكشفت عن ارتفاع عدد الحالات في محافظة جنوب الباطنة بسبب الانتقال المجتمعي، مشيرةً إلى وجود حالة واحدة نقلت الفيروس بين العشرات. وردت أيضًا مغادرة مغترب محافظة مسقط إلى محافظة أخرى، ما تسبب في إصابة أكثر من 50 شخص في الأخيرة.
مع حلول نهاية الشهر، تجاوز عدد الاختبارات المجراة 40,400 اختبار في أنحاء البلاد، كان هنالك إجمالي 2,348 حالة مؤكدة و495 حالة شفاء و11 حالة وفاة. شكل المغتربون معظم الحالات بنسبة 62% بينا كانت نسبة السكان المحليين 38%. سجلت مسقط أكبر عدد من الحالات بين جميع المحافظات بإجمالي حالات بلغ 1,668.

### مايو 2020
في 4 مايو، أُغلقت منطقة وادي الكبير الصناعية في محافظة مسقط حتى إشعار آخر. في 5 مايو، مددت اللجنة العليا الإغلاق في مسقط من نهايته المقررة في 8 مايو إلى 29 مايو. صدر أيضًا قرار بإنهاء العام الدراسي 2019-2020، إذ يكون 7 مايو 2020 هو اليوم الأخير من العام الدراسي. أكدت وزارة الصحة في ذلك اليوم أن السبب في بعض الحالات في البلاد كان إجراء بعض الولادات الطبيعية في المنزل.
أُبلغ عن أول حالة وفاة خارج محافظة مسقط في 5 مايو في محافظة شمال الباطنة. تجاوز العدد الإجمالي للإصابات المؤكدة في محافظة مسقط أكثر من 2000 حالة في 6 مايو. في 8 مايو، تجاوز العدد الإجمالي لحالات الشفاء 1,000. ارتفع العدد الإجمالي للحالات المؤكدة في السلطنة إلى أكثر من 5000 في 16 مايو.
حدد المؤتمر الصحفي الذي عقدته اللجنة العليا العقوبات والغرامات لمنتهكي المبادئ التوجيهية التي صدرت حتى الآن، بما في ذلك السجن لجميع المخالفين لمدة 48 ساعة. أُعلن تطبيق العلاج بالبلازما على 25 مريض وتعافى 18 منهم. صرّح وزير الصحة أن معدل الوفيات كان أعلى عند المغتربين الذين وصلوا إلى المستشفيات لاحقًا. في 22 مايو تجاوز عدد الحالات الإجمالي في مسقط أكثر من 5000 حالة، في حين تجاوزت الحالات أكثر من 1000 في اثنتين من ولاياتها، بوشر وسيب.
في 30 مايو، تجاوز العدد الإجمالي للحالات أكثر من 10000. رُفع الإغلاق التام في مسقط في 29 مايو، لكن ولاية مطرح ظلت معزولة مع وجود نقاط فحص مختلفة بموجب قرارات اتخذتها اللجنة العليا.
سجلت عمان أكثر من 1,000 حالة جديدة في 31 مايو. وفي نهاية الشهر، بلغ عدد الحالات الإجمالي 11,437 حالة، شُفي منها 2,396 حالة وتوفي 49، وأُجري أكثر من 100,000 اختبار.

### يونيو 2020
في 1 يونيو، تجاوز عدد الحالات الإجمالي في عمان 12000 حالة، صرّح وزير الصحة أن ارتفاع عدد الحالات خلال الأيام القليلة الماضية كان بسبب التجمعات في شهر رمضان والعيد بعده، قائلًا: «إذا نظرت إلى الأرقام، فقد بدأت الحالات بالارتفاع خلال النصف الثاني من رمضان ثم ازدادت أكثر خلال العيد بسبب عدم تطبيق الناس لقواعد التباعد الاجتماعي».
تجاوز العدد الإجمالي للحالات في محافظة مسقط 10000 حالة في 3 يونيو، وهو ما يمثل 75.8% من إجمالي الحالات في عمان حتى اليوم.
رُفع الحجر الصحي عن معظم أجزاء ولاية مطرح في 6 يونيو. ووُضعت خمسة أماكن جديدة في البلاد تحت الإغلاق التام في 13 يونيو: محافظة ظفار وولاية المسيرة وولاية الدقم ومناطق جبل الأخضر وجبل شمس حتى 3 يوليو. أظهرت البيانات التي أبلغت عنها وزارة الصحة حتى 9 يونيو أن أغلبية حالات كوفيد-19 والوفيات الناجمة عنها قد كانت بين المغتربين. إذ من إجمالي 18,198 حالة أُبلغ عنها في البلاد، كانت 11,107 حالة أو ما يعادل 61% من الوافدين من خارج البلاد، ومن 83 حالة وفاة، كان 53 منها من المغتربين.
سمحت اللجنة العليا بإعادة فتح عدد من الأنشطة والخدمات التجارية في 10 يونيو، وفي مؤتمر صحفي عقدته اللجنة العليا في 11 يونيو، كُشف عن انخفاض في معدل انتشار العدوى في ولاية مطرح من 60% إلى 35%.
في 14 يونيو، بلغ إجمالي عدد الوفيات في البلاد الناجمة عن (كوفيد-19) 100 حالة، بينما سجلت ولاية مطرح أكثر من 5600 حالة من العدد الكلي للحالات. في 15 يونيو، سجلت الدولة مرة أخرى أكثر من 1000 حالة جديدة ليكون العدد الكلي 1043 حالة. ذكر مسؤول في وزارة الصحة في نفس اليوم أن عمان لم تصل إلى ذروة الإصابات بعد.
من منتصف إلى أواخر يونيو، سجلت عمان أكثر من 1000 حالة جديدة في يوم واحد عدة مرات. سجلت البلاد أعلى زيادة في عدد الحالات منذ بداية تفشي المرض في 22 يونيو، وهو 1605 حالة جديدة، ما جعل العدد الإجمالي للحالات أكثر من 31,000 حالة. بحلول نهاية يونيو، وصل عدد الحالات إلى 40,070 مع 23,425 حالة شفاء و 176 حالة وفاة.

## تدابير الاستجابة والوقاية

### مارس 2020
في مطلع مارس، وجهت وزارة الصحة جميع أماكن البيع بالتجزئة، بما في ذلك مراكز التسوق ومحلات السوبر ماركت، بوضع المطهرات كإجراء وقائي ضد انتشار الفيروس. شكل السلطان هيثم لجنة عليا وظيفتها التعامل والاستجابة للتطورات الناتجة عن تفشي المرض. في 12 مارس، قررت اللجنة عدم إصدار التأشيرات السياحية لمواطني جميع الدول، توقف أيضًا دخول السفن السياحية وأُغلق رصيف السفن التابع لموانئ الدولة. بالإضافة إلى ذلك، أُلغيت جميع الأحداث الرياضية، واقتصر الحضور في المحكمة على الموظفين الأساسيين. نُفّذت هذه الإجراءات في 15 مارس لمدة 30 يومًا.
في 14 مارس قررت اللجنة تعليق جميع الفصول في المدارس والجامعات والمؤسسات التعليمية الأخرى من 15 مارس لمدة 30 يومًا. راجعت اللجنة العليا هذا القرار في أوائل أبريل وبدأ تطبيقه حتى إشعار آخر. أعلن اجتماع آخر عُقد في اليوم التالي قيودًا جديدة شملت إيقاف دخول الأجانب باستثناء مواطني دول مجلس التعاون الخليجي والمقيمين الأجانب عبر جميع الحدود البرية والبحرية، وحجر جميع الوافدين وإغلاق الحدائق العامة والمتنزهات. أُعلن أيضًا أن صلاة يوم الجمعة ستتوقف وبالإضافة إلى حظر التجمعات الكبيرة مثل الأعراس. دخلت القرارات حيز التنفيذ في 17 مارس. أُغلقت أيضًا المتاحف في جميع أنحاء البلاد في ذلك اليوم حتى إشعار آخر.
اعتبارًا من 18 مارس، فرضت سلطنة عمان قيودًا إضافية، إذ اقتصر الدخول إلى البلاد على المواطنين العمانيين فقط، ولم يُسمح للمواطنين بمغادرة البلاد الأخرى. أُغلقت جميع أماكن العبادة، بما في ذلك المساجد. مُنعت جميع التجمعات والفعاليات والمؤتمرات. حظرت الحكومة التجمعات العامة في جميع المواقع السياحية وكذلك أُغلقت دور السينما والصالات الرياضية والنوادي ومحلات الحلاقة وجميع المحلات التجارية في مراكز التسوق باستثناء أماكن بيع المواد الغذائية والطبية. أُغلقت الأسواق الشعبية في مواقع مختلفة في جميع أنحاء البلاد مثل مطرح ونزوى والرستاق وسيناو. مُنعت المطاعم والمقاهي من تقديم الطعام، ولم يُسمح لها بتقديم خدمات الوجبات السريعة. أصدر البنك المركزي العماني خلال اليوم عددًا من التوجيهات لجميع البنوك المرخصة وشركات التمويل العاملة في عمان والتي من المتوقع أن توفر سيولة إضافية متاحة تعادل 8 مليارات ريال عماني، للوقوف في وجه الظروف الاقتصادية السائدة.
خلال منتصف مارس، وفّرت شرطة عمان فريقًا طبيًا متكاملًا لتشغيل المشفى المتنقل التابع للمديرية العامة للخدمات الطبية وذلك للتعامل مع الحالات الميدانية والحالات المشتبه إصابتها بكوفيد-19. في 19 مارس، توقفت جميع وسائل النقل العام عن العمل باستثناء الحافلات المتجهة إلى محافظة مسندم وولاية مصيرة.
في 21 مارس، اتُخذت إجراءات قانونية إضافية ضد الأفراد الذين ينشرون معلومات كاذبة حول جائحة كوفيد-19. اعتبارًا من 23 مارس، أوقفت شرطة سلطنة عمان جميع خدمات العملاء المتعلقة بالحالة المدنية والمرور وجوازات السفر والإقامة حتى إشعار آخر. أصدرت اللجنة العليا تدابير جديدة في 22 مارس، شملت تقليل عدد الموظفين الموجودين في أماكن العمل في الهيئات الحكومية إلى ما لا يزيد عن 30%، ومنع التجمعات بجميع أنواعها في الأماكن العامة، وإغلاق خدمات صرف العملات باعتبار البنوك فقط هي المسؤولة عن ذلك جنبًا إلى جنب مع منافذ خدمات العملاء في جميع المؤسسات العامة والخاصة. في 24 مارس، أصدرت وزارة الصحة أمرًا للصيدليات بتوزيع الأدوية والمواد الأخرى فقط من خلال نافذة خاصة على الباب الرئيسي لوقف تفشي المرض. قررت وزارة النقل يوم الثلاثاء تخفيض عدد ركاب سيارات الأجرة في السلطنة من 3 إلى 2، بالإضافة إلى السائق وذلك حتى إشعار آخر.
تبرع السلطان هيثم بعشرة ملايين ريال عماني لمعالجة تفشي الفيروس في البلاد في 26 مارس. دعت اللجنة الوطنية للشباب في البلاد المتطوعين للمساعدة في تدابير الإغاثة والإيواء لمكافحة كوفيد-19. في نفس اليوم، ذكرت وزارة السياحة أن أكثر من 40 فندقًا في جميع أنحاء السلطنة قد وفرت نحو 2,816 غرفة لاستخدامها في الحالات الطارئة وبالإضافة إلى ملاجئ تحت إشراف وزارة الصحة، وكانت ستستخدم بشكل أساسي كمراكز حجر صحي للعمانيين القادمين من الخارج. قُسّمت الفنادق إلى ثلاث فئات لمنع انتشار العدوى في المجتمع، بعضها للأفراد الذين لم تظهر عليهم أعراض، والبعض الآخر للحالات المشتبه بإصابتها بينما خُصّص عدد آخر لعلاج الحالات المصابة.
للمساعدة في خطوات كبح تفشي المرض، استُوردت مواد طبية من مدينة شنجن الصينية بمساعدة القوات الجوية الملكية العمانية في 27 مارس، وقد اشتملت هذه المواعد على عدد من المواد والمحاليل الكاشفة التي تتوافق مع المعايير التي وضعتها منظمة الصحة العالمية، بالإضافة إلى معدات الحماية الشخصية واختبارات الفحص المختبري. فعّل الجيش العماني خطط استجابة لحالات الطوارئ وشكل فرقًا ميدانية للقيام بتطهير وتعقيم الطرق والأماكن العامة عبر البلاد. أغلقت الحكومة أسواق الأسماك في ثلاث محافظات شمال الباطنة وجنوب الباطنة والشرقية الجنوبية في 28 مارس حتى إشعار آخر للقضاء على انتشار الإصابات ضمن المجتمع. أصدرت وزارة الصحة مبادئ توجيهية في 29 مارس بما في ذلك «قائمة مراجعة» للبروتوكولات والمرافق والتدابير التي يجب أن تضعها المستشفيات والعيادات الخاصة للمساعدة في منع ومراقبة وإدارة حالات الإصابة بكوفيد-19 المشتبه فيها أو المؤكدة. أدى ذلك إلى إغلاق عدد من العيادات الخاصة في جميع أنحاء السلطنة. في اليوم نفسه، أعلنت النيابة العامة عن اعتقال تسعة أشخاص لنشرهم شائعات حول كوفيد-19، وسُجّلت أربع حالات انتهاك للإجراءات الوقائية. تضمنت الانتهاكات تجمعات بغرض الحداد والصلاة الجماعية وممارسة المهن المُعلّقة وعصيان قواعد الحجر المنزلي. تعهد كل من بنك ظفار والبنك الوطني العماني بمساهمة قدرها مليون ريال عماني لدعم الخدمات الصحية لمكافحة انتشار الفيروس الجديد في عمان في 29 مارس.
في 30 مارس، اعتُقل 11 شخص بسبب انتهاكهم لإجراءات الحجر المنزلي، وأُرسلوا للعزل. في نفس اليوم، أعلنت وزارة التجارة والصناعة أنها نجحت في إنتاج معدات طبية باستخدام تقنية الطباعة ثلاثية الأبعاد كجزء من الجهود الوطنية لمكافحة الجائحة. بحلول 31 مارس، وُضع 2016 شخصًا تقريبًا تحت الحجر الصحي.

### أبريل 2020
ابتداءً من 1 أبريل، قيدت الدولة الحركة بين المحافظات ووضعت نقاط تفتيش عند مداخل ومخارج الطرق. شملت الإعفاءات سيارات الإسعاف ومركبات الطوارئ، والمركبات العسكرية والأمنية، والمركبات التي تنقل مواد غذائية وغيرها من المواد الضرورية، والمركبات التي تنقل مواد تجارية ومواد بناء، ومشتقات نفطية، وغيرها من المواد التي يستخدمها القطاعان العام والخاص. سُمح للموظفين الأساسيين في القطاعين العام والخاص بدخول المناطق والخروج منها. أزيلت نقاط التفتيش في 28 أبريل. وفي نفس اليوم، أطلقت المديرية العامة لبلدية مسقط حملة رش احترازية ووقائية في ولاية السيب بغية الحد من انتشار الجائحة. وفي 1 أبريل، عُزلت ولاية مطرح عن المناطق الأخرى في مسقط، ومُنع دخول الأشخاص إليها وخروجهم منها بعد ارتفاع عدد الحالات فيها على نحو حاد. قال وزير الصحة الدكتور أحمد محمد السعيدي إن «مطرح أُغلقت لأنها مركز عدوى فيروس كورونا، ولأن الانتقال المجتمعي بدأ فيها». وفي 1 أبريل أيضًا، وضعت القوات المسلحة العمانية وشرطة عمان السلطانية نقاط تفتيش مشتركة على الطرق التي تربط مداخل ومخارج محافظات السلطنة.
أجرت بلدية مسقط عمليات تنظيف وتعقيم احترازية في سوق موالح المركزي للخضروات والفواكه في 4 أبريل. في 5 أبريل، تعهدت الشركة العمانية للغاز الطبيعي المسال بتقديم 6 ملايين ريال عماني لدعم قطاع الصحة الوطني ووزارة الصحة لوقف انتشار الجائحة في عمان. وقُدم مليوني ريال عماني من ذلك المبلغ إلى الصندوق الذي أنشأته اللجنة العليا. في أثناء ذلك، خصصت المديرية العامة للخدمات الصحية في ظفار خطًا ساخنًا للإجابة عن تساؤلات الناس حول كوفيد-19 وتقديم الإرشادات الصحية اللازمة.
في 8 أبريل، قررت اللجنة العليا فرض الإغلاق في مسقط في الفترة الممتدة من 10 أبريل إلى 22 أبريل من خلال تفعيل نقاط التفتيش. مُددت فترة الحظر لاحقًا حتى 8 مايو. وبهدف دفع أكبر عدد ممكن من الناس إلى الخضوع للاختبار، أعلنت الحكومة في 9 أبريل أنها لن تتخذ أي إجراء قانوني ضد المقيمين الموجودين في الدولة رغم انقضاء مدة تأشيراتهم أو صلاحية تصاريح إقامتهم. وأعلن السلطان أن جميع الاختبارات والعلاجات مجانية تمامًا لجميع فئات المجتمع في عمان، بما في ذلك الأجانب.
أعلنت شركة صلالة لصناعة المستلزمات الطبية في 11 أبريل عن زيادة قدرتها الإنتاجية لتلبية الطلب المتزايد على أقنعة الوجه والقفازات وغيرها من المستلزمات الطبية في سلطنة عمان. وذكر الرئيس التنفيذي للشركة أن الشركة ستنتج مليوني قفاز و100,000 قناع وجه يوميًا لتزويد قطاعي الصحة العام والخاص.
بحلول منتصف أبريل، أُجري أكثر من 15,000 اختبار كوفيد-19 في منطقة مطرح الأكثر تضررًا، وافتتحت 6 مراكز اختبار فيها لزيادة عدد الاختبارات المجراة. في 16 أبريل، أُغلقت منطقة السوق التجارية المجاورة للمستشفى الرئيسي في ولاية جعلان بني بو علي في محافظة جنوب الشرقية حتى إشعار آخر، وذلك بعد تأكيد 12 حالة انتقال مجتمعي.
في 20 أبريل، اشترت وزارة الصحة مليون حبة هيدروكسي كلوروكين من الهند. ورغم عدم تسجيل إصابات في محافظة الوسطى، جُهزت أربعة مواقع سعتها الإجمالية 1000 سرير لأغراض العزل المؤسسي والرعاية الطبية المتعلقة بكوفيد-19في مدينة الدقم بحلول أواخر أبريل. في 20 أبريل أيضًا، ألغت بلدية ظفار مهرجان صلالة السياحي لعام 2020 للحد من تفشي المرض.
في 22 أبريل، افتتح مركز اختبار مؤقت في مسقط مخصص للمقيمين. وفي نفس اليوم، أطلق المستشفى الملكي خدمة العيادة الافتراضية لتمكين المرضى من التواصل مع الأطباء للحصول على تقييم لحالتهم المرضية وخطة علاجية من خلال مكالمة هاتفية. وذكر بيان أصدره مركز التواصل الحكومي في 28 أبريل أن الدولة جهزت ما مجموعه 27 مركزًا من مراكز العزل المؤسسي، 8 منها مخصصة للحالات المشتبه بها، و9 للأفراد غير المصابين، و10 للمرضى المؤكدة إصابتهم.

### مايو- يوليو 2020
في 4 مايو، أغلقت منطقة الوادي الكبير الصناعية في محافظة مسقط حتى إشعار آخر. وفي 5 مايو، مددت اللجنة العليا الإغلاق المستمر في مسقط إلى 29 مايو.
في 18 مايو، حظرت اللجنة العليا صلاة عيد الفطر والاحتفالات المقبلة. وأصدرت توجيهات جديدة جعلت وضع قناع الوجه إلزاميًا في الأماكن العامة، في حين سُمح لبعض الشركات باستئناف عملياتها شرط التزامها بتدابير الوقاية، باستثناء الشركات الموجودة في منطقة مطرح ومنطقة الوادي الكبير الصناعية.
حدد مؤتمر صحفي عقدته اللجنة العليا في 21 مايو عددًا من الغرامات التي ستصدر بحق المخالفين للتوجيهات المتعددة المُعلن عنها. وسيوضع المبلغ المُحصّل من غرامات المخالفين في الصندوق الوطني لمكافحة الجائحة. وسيسجن منتهكو التوجيهات مدة 48 ساعة. ذكرت اللجنة أنها أصدرت أيضًا أحكامًا بالسجن وصلت إلى ستة أشهر، وغرامات، بحق بعض المخالفين إضافة إلى الترحيل، وأُنها حصّلت ما مجموعه 28.4 مليون ريال عماني لصالح الصندوق.
عتقل 34 مقيمًا في الأنصاب بمحافظة مسقط في 22 مايو بسبب ممارسة الكريكيت، إذ حظرت اللجنة العليا كل التجمعات العامة بما فيها الرياضية قبل شهرين. احتفلت عمان باليوم الأول من عيد الفطر في 24 مايو، وحظرت تجمعات العيد كافةً بما فيها تجمعات الصلاة. ومع ذلك، نظّمت صلاة العيد وحُضرت من قبل الكثير من المقيمين، فاعتقل ما يصل إلى 40 شخصًا بتهمة التنظيم، و136 آخرين لحضورهم الصلاة في محافظتي مسقط والداخلية.
أُغلقت خمسة أماكن جديدة في البلاد في 13 يونيو، وهي محافظة ظفار، وولاية مصيرة، ومدينة الدقم، ومنطقتي الجبل الأخضر وجبل شمس حتى 3 يوليو. ومع استمرار ارتفاع عدد الحالات في ولاية السيب بحلول منتصف يونيو، افتتحت وزارة الصحة مركزًا رابعًا للاختبارات لاستقبال المقيمين.
في 2 يوليو، أعلنت وزارة الصحة عن البدء بدراسة استقصائية وطنية على مدى 10 أسابيع ستشمل جميع سكان الدولة هدفها قياس انتشار الجائحة. وسيبدأ المسح في 12 يوليو وسينطوي على جمع البيانات السكانية وعينات دموية لكشف الأجسام المضادة عند من أصيبوا بكوفيد-19.
| الغرامات المفروضة على الانتهاكات                                                                                             | القيمة (ريال عماني) |
| عدم إغلاق المحلات التجارية التي قررت اللجنة العليا إغلاقها                                                                   | 3,000 ريال عماني    |
| منظمو التجمعات المحظورة، بما في ذلك تجمعات العيد، وحفلات الزفاف، والجنازات، والتجمعات في أماكن العبادة، وغير ذلك من التجمعات | 1,500ريال عماني     |
| خلع سوار التتبع أو إتلافه | 300 ريال عماني      |
| الامتناع عن إجراء اختبارات فيروس كورونا                                                                                      | 200 ريال عماني      |
| انتهاك الحجر الصحي المنزلي أو المؤسسي                                                                                        | 200 ريال عماني      |
| حضور التجمعات المحظورة | 100 ريال عماني      |
| الامتناع عن وضع قناع الوجه في الأماكن العامة                                                                                 | 20 ريال عماني       |

تعليق الرحلات الجوية
علقت شركة الطيران الوطنية، الخطوط الجوية العمانية، رحلاتها إلى عدة دول. في 9 مارس، توقفت جميع الرحلات الجوية من وإلى ميلانو، إيطاليا حتى إشعار آخر. في 12 مارس، ألغيت الرحلات الجوية بين المملكة العربية السعودية وسلطنة عمان حتى إشعار آخر. ألغيت جميع الرحلات الجوية إلى البحرين ومصر منذ 19 مارس حتى إشعار آخر. في 22 مارس، أضيفت ثلاث دول إلى القائمة، الهند حتى 28 مارس، ونيبال حتى 31 مارس، وباكستان حتى 4 أبريل. وعُلقت الرحلات الجوية إلى تركيا من 25 مارس إلى 31 مارس.
في 29 مارس، أوقفت الخطوط الجوية العمانية جميع رحلاتها من وإلى البلد حتى إشعار آخر تنفيذًا لقرار اللجنة العليا. واستثنيت من ذلك الرحلات الداخلية من وإلى مسندم وخدمات الشحن الخاصة بها.